# Callosciurus
Callosciurus es un género de ardillas de la región indomalaya. Varias de las especies se han asentado en islas pequeñas, y han desarrollado subespecies separadas. En total, este género contiene 15 especies y 300 subespecies o variedades. Los géneros Glyphotes, Rubrisciurus, Tamiops a veces se incluyen en Callosciurus.
Varias especies son muy coloridas, de hecho, pertenecen a los mamíferos más coloridos. Las de Pallas tienen una espalda verde oliva, y su vientre es de color rojo brillante. Las subespecies "típicas" de la Prevost tienen un lomo negro, caras blancas, y la parte inferior de color castaño rojizo. La de Finlayson se presenta en numerosas variedades, de las cuales tres son de color rojo-castaño, negro y blanco puro. Su largo es de 13 a 27 cm, sin incluir 13 a 27 cm de cola.
Muchas ardillas Callosciurus viven en selvas tropicales, pero algunas viven en los parques y jardines en ciudades del sudeste de Asia. En los árboles, construyen sus nidos con material vegetal. Son solitarios, y dan a luz de uno a cinco cachorros. Su alimentación consiste en frutos secos, frutas y semillas, y también insectos y huevos de aves.

## Especies
Se reconocen 15 especies de este género:
- Callosciurus albescens (Bonhote, 1901), ardilla de Kloss: norte de Sumatra
- Callosciurus adamsi (Kloss, 1921), ardilla orejas pintas: noroeste de Borneo
- Callosciurus baluensis (Bonhote, 1901), ardilla de Kinabalu: noroeste de Borneo
- Callosciurus caniceps (Gray, 1842), ardilla gris: Myanmar, Tailandia, península de Malaca
- Callosciurus erythraeus (Pallas, 1779), ardilla de Pallas: sur de China, Hainan, Taiwán, sudeste Asiático
- Callosciurus finlaysonii (Horsfield, 1824), ardilla de Finlayson: Myanmar, Tailandia, Camboya
- Callosciurus inornatus (Gray, 1867), ardilla de Gray: Yunnan (China), Laos, Vietnam.
- Callosciurus melanogaster (Thomas, 1895), ardilla de Mentawai: islas Mentawai
- Callosciurus nigrovittatus (Horsfield, 1824), ardilla de rayas negras: península de Malaca, Java, Sumatra, Borneo, y varias islas menores.
- Callosciurus notatus (Boddaert, 1785), ardilla de las planicies: península de Malaca, Singapur, Java, Sumatra, Borneo, Bali, Lombok, y varias islas menores.
- Callosciurus orestes (Thomas, 1895), ardilla de bandas negras de Borneo: noroeste de Borneo
- Callosciurus phayrei (Blyth, 1856), ardilla de Phayre: sur de Myanmar
- Callosciurus prevostii (Desmarest, 1822), ardilla de Prevost: península de Malaca, Sumatra, Borneo, y varias islas menores; introducida en Célebes.
- Callosciurus pygerythrus (Geoffroy Saint-Hilaire, 1831), ardilla de Irrawaddy: Nepal, noreste de India, Bangladés, Myanmar
- Callosciurus quinquestriatus (Anderson, 1871), ardilla de Anderson: fronteras de Yunnan (China), Birmania

Callosciurus albescens de Sumatra se considera a veces una especie separada, o más frecuentemente una subespecie de la ardilla de las planicies.